# Hitoyasu Izutsu
Hitoyasu Izutsu (Japans: 井筒仁康, Izutsu Hitoyasu) (Osaka, 20 maart 1971) is een Japans voormalig motorcoureur.

## Carrière
Izutsu begon zijn motorsportcarrière in 1990. In 1993 maakte hij zijn debuut in de TT-F1-klasse van het All Japan Road Race Championship, waarin hij tiende werd. Ook reed hij voor het eerst in de 8 uur van Suzuka met een zestiende plaats als resultaat, terwijl hij in 1994 samen met Michio Izumi tiende werd in deze race. In 1995 keerde hij terug naar het All Japan Road Race Championship, waarin hij ditmaal tiende werd in de 250 cc-klasse. In 1996 stapte hij over naar de superbike-klasse en werd hierin op een Ducati veertiende. Tevens maakte hij dat jaar zijn debuut in het wereldkampioenschap superbike in de races op Sugo; in de eerste race ging hij niet van start, terwijl hij in de tweede race negentiende werd.
In 1997 werd Izutsu twaalfde in het Japans kampioenschap superbike, voordat hij in 1998 achtste werd op een Kawasaki. Ook werd hij, samen met Neil Hodgson, zevende in de 8 uur van Suzuka. Daarnaast schreef hij zich in voor de races op Brands Hatch in het WK superbike, maar kwam hierin niet aan de start. In 1999 werd hij elfde in het Japans kampioenschap superbike en derde in de 8 uur van Suzuka, samen met Akira Yanagawa. In het WK superbike reed hij in de races op Sugo, waarin hij zeventiende en vijftiende werd en zodoende zijn eerste WK-punt scoorde.
In 2000 won Izutsu vijf races in het Japans kampioenschap superbike, waardoor hij voor het eerst tot kampioen gekroond werd. Ook nam hij opnieuw deel aan de races op Sugo van het WK superbike, die hij ook allebei winnend af wist te sluiten. In 2001 reed hij vijf van de twaalf weekenden in het wereldkampioenschap en behaalde hij twee podiumplaatsen op Sugo. Daarnaast werd hij achter Akira Ryo en Makoto Tamada derde in het Japanse kampioenschap.
In 2002 werd Izutsu aangesteld als vaste coureur in het WK superbike voor Kawasaki. Vanwege meerdere blessures kon hij in slechts zeven van de dertien raceweekenden in actie komen; in de races die hij niet reed, werd hij vervangen door Eric Bostrom en Alex Hofmann. Twee zesde plaatsen in Valencia en Phillip Island waren zijn beste resultaten en hij eindigde met 20 punten op plaats 24 in het kampioenschap. In 2003 keerde hij terug naar de Japanse klasse, waarin hij op een Honda vierde werd achter Keiichi Kitagawa, Atsushi Watanabe en Takeshi Tsujimura. In 2004 won hij een race en werd hij voor de tweede keer gekroond tot kampioen in de klasse. Ook won hij voor het eerst de 8 uur van Suzuka, samen met Tohru Ukawa. Na dit seizoen maakte hij bekend te stoppen als motorcoureur, aangezien hij professioneel golfer wilde worden.
In 2009 keerde Izutsu terug in de motorsport en nam hierin opnieuw deel aan het Japans kampioenschap superbike op een Kawasaki, waarin hij elfde werd. Tussen 2011 en 2013 reed hij in het Japans kampioenschap Superstock en werd hierin achtereenvolgens achttiende, derde en vierde in de eindstand. Ook debuteerde hij in 2013 in de J-GP2-klasse van het All Japan Road Race Championship, met een achtste plaats in het klassement. In de daaropvolgende vier seizoenen bleef hij actief in deze klasse, met drie elfde plaatsen in 2014, 2015 en 2017 en een zeventiende plaats in 2016 in de eindstand. Daarnaast werd hij in 2016 derde in de Bol d'Or, samen met Erwan Nigon en Osamu Deguchi. Na 2017 heeft Izutsu geen races meer gereden.